# 向汝楫
向汝楫（1719年—1745年3月30日），和名識名親方朝榮，琉球國第二尚氏王朝政治家、三司官。
向汝楫出生於向氏識名殿內家族。雍正十一年（1733年），以年頭使的身份出使薩摩藩，翌年歸國。雍正十三年乙卯十月朔日（1735年11月14日）就任三司官職務。乾隆二年（1737年），向汝楫奉命率官僚巡視全國，對耕地進行測量，重新劃定地界，史稱乾隆檢地（又稱元文檢地）。乾隆十年乙丑二月二十八日（1745年3月30日）卒。